# Il Giardino Armonico

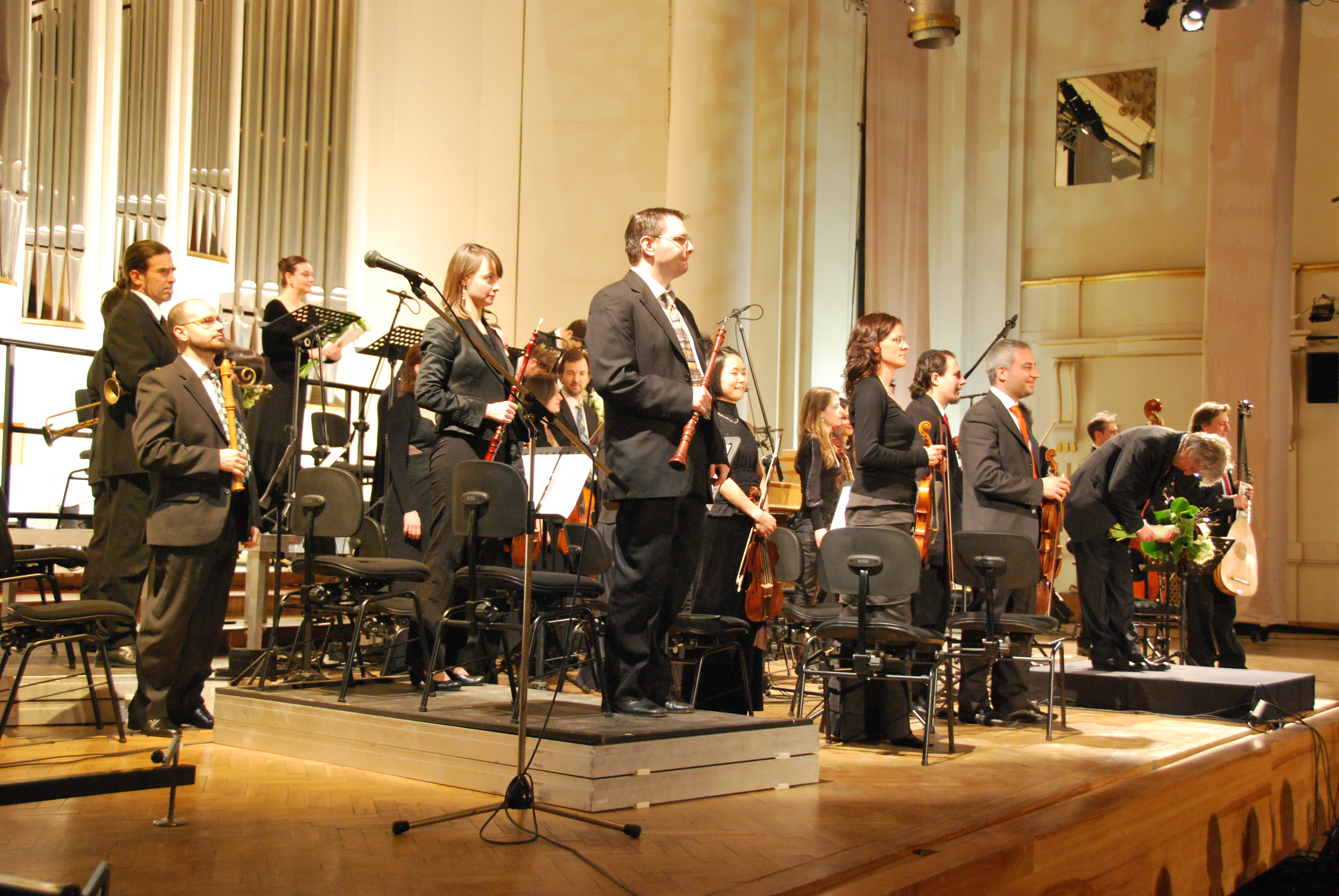
Il Giardino Armonico

Il Giardino Armonico is een muziekensemble dat is opgericht in 1985 in Milaan. Het ensemble bestaat uit musici die gespecialiseerd zijn in het bespelen van historische instrumenten. Afhankelijk van het programma kan het ensemble bestaan uit drie tot dertig leden. Het gekozen repertoire is overwegend uit de 17e en 18e eeuw. Stichter en dirigent is Giovanni Antonini, tevens fluitist.
Il Giardino Armonico speelde op 's werelds vooraanstaande podia, zoals het Concertgebouw in Amsterdam, Wigmore Hall in Londen, Musikverein en Konzerthaus in Wenen, Théâtre des Champs-Élysées in Parijs, Tonhalle in Zürich, Alte Oper in Frankfurt, Staatsoper Unter den Linden in Berlijn, Bolshoi Theater in Moskou, het Konserthus in Oslo, Palais des Beaux-Arts in Brussel, Auditorio Nacional in Madrid, Oji Hall in Tokyo, Library of Congress in Washington, Carnegie Hall en Lincoln Center in New York en het Sydney Opera House in Sydney.
Il Giardino Armonico speelt met solisten zoals Cecilia Bartoli, Katia en Marielle Labèque, Eva Mei, Sumi Jo, Sara Mingardo, Lynne Dawson, Bernarda Fink, Christoph Prégardien, Véronique Gens, Christophe Coin, Viktoria Mullova, Giuliano Carmognola, Enrico Onofri en Danielle de Niese.
Voor Teldec nam Il Giardino Armonico een groot aantal cd's op. Onder andere met werken van Vivaldi, Bach (Brandenburgse Concerten), Locke en Biner.
In 2014 begon het orkest samen met het Kammerorchester Basel met het opnemen van alle Haydn symfonieën. Dit project draagt de titel Haydn 2032, omdat in 2032 de 300ste geboortedag van Haydn gevierd wordt. 